# Gemensamhetsanläggning
En gemensamhetsanläggning, ofta förkortad GA, är en anläggning som har inrättats med stöd av anläggningslagen (1973:1149). För att få inrättas måste anläggningen vara av väsentlig betydelse för flera fastigheter. Vanliga gemensamhetsanläggningar är avlopp, vägar, båtplatser, grönområden med mera.

## Lagstiftningen i Sverige

### Inrättande av gemensamhetsanläggningar
Gemensamhetsanläggningar inrättas genom ett anläggningsbeslut i en anläggningsförrättning, en lantmäteriförrättning. I beslutet anges hur anläggningen skall genomföras och vilka fastigheter som skall ha del i den. Genom förrättningen beslutas också hur kostnaderna för anläggningens utförande och drift skall fördelas. Det görs vanligen genom att deltagande fastigheter åsätts andelstal, som anger den andel som varje fastighet skall betala. Andelstalen kan vara olika för utförande och drift. En fastighet kan genom anläggningslagen tvingas att delta i en GA eller att avstå mark för en GA.

### Villkor för inrättande
För att en gemensamhetsanläggning skall få inrättas måste flera villkor vara uppfyllda:
- Väsentlighetsvillkoret, som innebär att anläggningen måste vara av väsentlig betydelse för flera fastigheter,[1]
- båtnadsvillkoret, som innebär att ekonomiska eller andra fördelar väger tyngre än de kostnader eller andra olägenheter som anläggningen medför,[2]
- opinionsvillkoret, som innebär att fastighetsägarna inte tillsammans motsätter sig inrättandet av gemensamhetsanläggningen, om inte inrättandet anses synnerligen angeläget[3] och
- lokaliseringsvillkoret, som innebär att anläggningen skall utföras och förläggas så att den orsakar så små olägenheter som möjligt och inte medför oskäliga kostnader.[4]

En gemensamhetsanläggning får dessutom inte inrättas i strid med gällande detaljplan. Undantag kan dock i särskilda fall medges av en länsstyrelse eller kommun.

## Fotnoter
1. ↑  5 § anläggningslagen (1973:1149)
2. ↑  6 § anläggningslagen (1973:1149)
3. ↑  7 § anläggningslagen (1973:1149)
4. ↑  8 § anläggningslagen (1973:1149)
5. ↑  9–10 §§ anläggningslagen (1973:1149)